# دانگ تی‌نگوک‌تین
دانگ تی‌نگوک‌تین (ویتنامی: Đặng Thị Ngọc Thịnh؛ زادهٔ ۲۵ دسامبر ۱۹۵۹) سیاست‌مدار اهل ویتنام است. وی از ۲۱ سپتامبر ۲۰۱۸ تا ۲۳ اکتبر ۲۰۱۸ رئیس‌جمهور موقت ویتنام بود.
او اولین زن در تاریخ ویتنام است که عهده‌دار مقام ریاست جمهوری می‌شود، و اولین زن رئیس دولت در یک کشور کمونیستی پس از سونگ چینگ لینگ رئیس‌جمهور جمهوری خلق چین است.